# محمد بن عبد الله الجندي
محمد بن عبد الله الجندي (1954 - 5 مارس 2024)، هو ممثل مغربي. يُعتبر من أبرز الفنانين المغاربة الذين بصموا على مشوار فني مميز أغنى الخزينة الثقافية المغربية على مدار أزيد من أربعة عقود من الزمن، وينتمي إلى عائلة الجندي الفنية، إذ يعد الأخ الأصغر للراحل محمد حسن الجندي، قيدوم الفنانين المغاربة.
تألق محمد بن عبد الله الجندي خلال مشاركته في أعمال فنية عدة زاوج من خلالها بين المسرح والسينما والتلفزيون، كما أطل على الجمهور من خلال أعمال عربية تاريخية تميز بمشاركته فيها، من ضمنها مسلسل “ربيع قرطبة” ومسلسل “ملوك الطوائف” ومسلسل “آخر الفرسان” ومسلسل “نور مكة” ثم مسلسل “عمر”.

## وفاته
توفي ليل الثلاثاء 5 مارس 2024 بمدينة مراكش عن عمر يناهز 78 عاما، بعد صراع طويل مع المرض.

## من أعماله
- ربيع قرطبة (مسلسل) (2003م).
- ملوك الطوائف (مسلسل) (2005م).
- آخر الفرسان (مسلسل) (2002م).
- مسلسل “نور مكة”.
- عمر (مسلسل) (2012م).

## وصلات خارجية
- ا